# Станькова
Станькова (Stańkowa) — село в Україні, у Верхнянській сільській територіальній громаді Калуського району Івано-Франківської області.

## Назва
У 1989 р. у назві села Станкова додано було одну літеру.

## Географія
Селом протікає потік Станківка.

## Історія

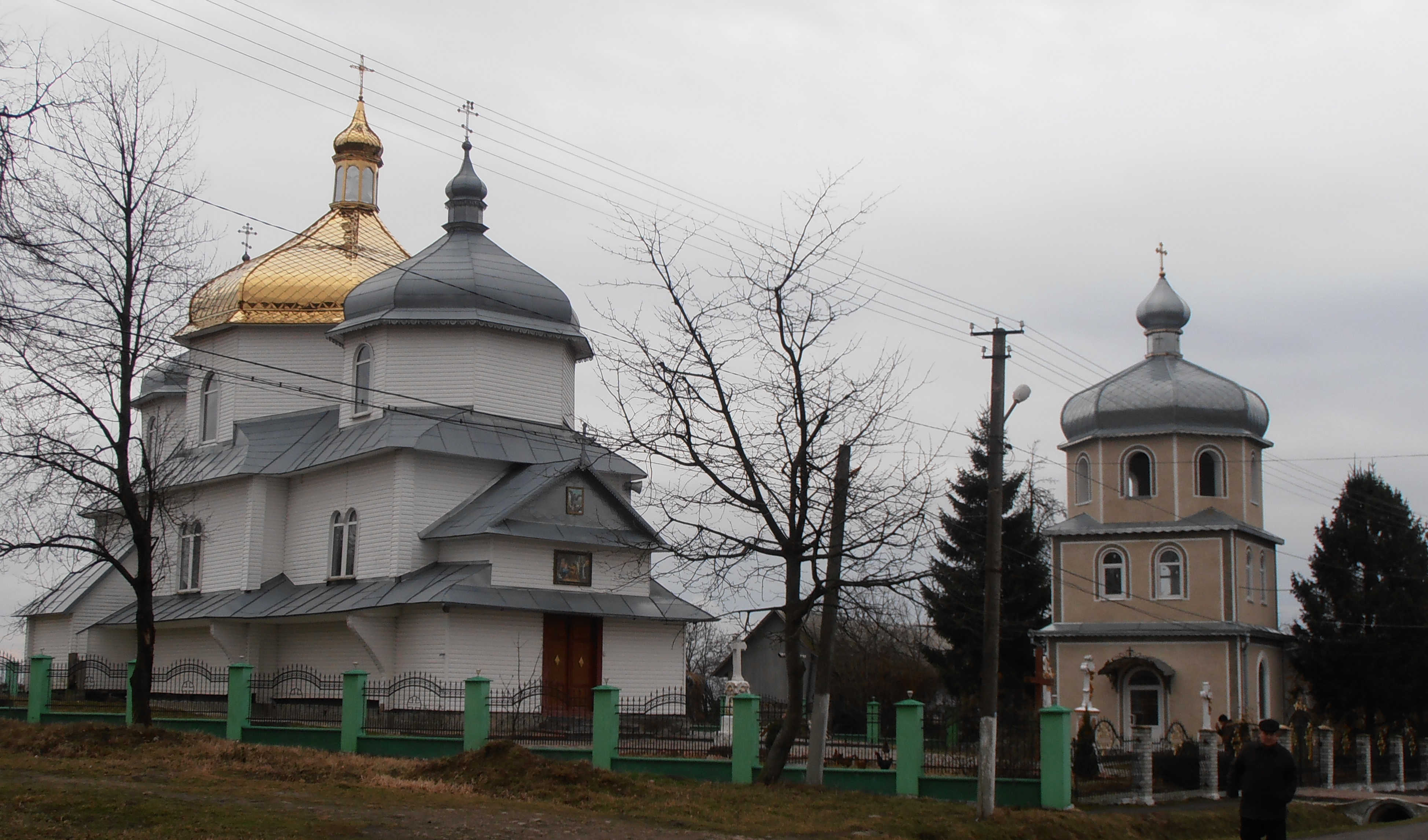
Греко-католицька церква

Перша письмова згадка про село належить до 1453 року.[джерело?]
У реєстрі церков Войнилівського деканату на 4.03.1733 в Станькові значиться церква Непорочного зачаття Діви Марії, вже не була новою, священиками були Стефан Іваниковський та Іван Кузьмич.
В 1735 р. збудували церкву (парох — о. Шараневич).
В 1853 році заснована парохіяльна школа, в 1858 р. вчителем був Гладишевський Теодор, в 1862 р. — Люльчик Павло, в 1864 навчалося 34 учні.
З 1867 р. село на правах гміни (сільської громади) входило до новоутвореного Жидачівського повіту в Королівстві Галичини та Володимирії Австро-Угорщини.
В 1867 р. замість згорілої збудовано сучасну церкву, в 1902 р. поряд збудували дзвіницю.
В 1880 році в селі було 214 будинків і 1415 мешканців та 1 будинок і 5 мешканців на прилеглій території (1188 греко-католиків, 189 римо-католиків, 43 юдеї; 1240 українців, 171 поляк, 9 німців), церква Різдва Христового належала до греко-католицької парафії у селі Збора. У 1886 р. село передане до Калуського повіту.
За переписом 1900 року гміна (самоврядна громада) Станькова складалася з трьох сіл: 1) Кулинка — 33 житлові будинки і 216 жителів, 2) Станькова — 201 будинок і 1362 жителі, 3) Виделки або Улятівка — 19 будинків і 136 жителів.
В 1905 р. громадою збудовано школу.
Більшість селян займалися рільництвом, а взимку працювали на вивезенні деревини з лісу на пилораму в Калуш. Було також три ковалі: Бучак (долішній кінець села), Фешак і Казимишин (горішній кінець села). У Дмитра Нижника була оліярня.
Австрійська армія конфіскувала в серпні 1916 р. у станьківській церкві 5 дзвонів діаметром 68, 41, 38, 30, 26 см, вагою 149, 40, 28, 14, 9 кг. Після війни польська влада отримала від Австрії компенсацію за дзвони, але громаді села грошей не перерахувала.
Після окупації поляками ЗУНРу в 1919 р. село залишалося у складі Калуського повіту, тільки з 1.08.1934 підпорядковувалася ґміні Вежхня — була створена проміжна ланка керівництва на зразок волості, але названа ґміною (що спричиняє плутанину з попереднім терміном гміна — сільська громада).
В 1936 р. громада збудувала Народний дім, тут працювали гуртки, чоловічий і змішаний хори, була крамниця, а в підвалах — молочарня.
В 1930-х роках при читальні та кооперативі цього села діяла кущова молочарня, до якої звозили молоко господарі з навколишніх сіл. Так було до того часу, поки повітова молочарня не зафункціонувала в Калуші.
В 1939 році в селі проживало 2360 мешканців (2170 українців-грекокатоликів, 150 українців-римокатоликів, 10 поляків, 10 польських колоністів і 20 євреїв).

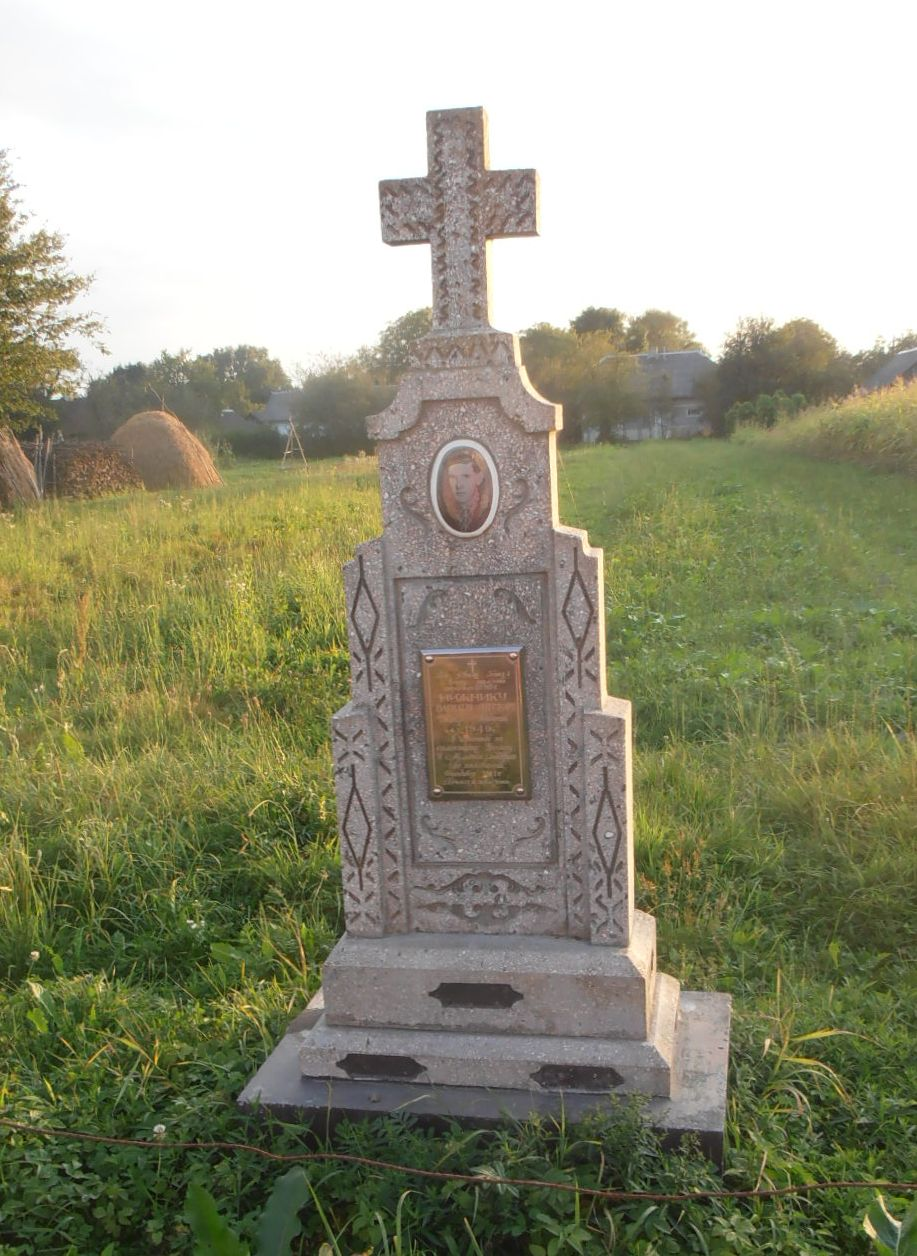
Пам'ятник стрільцеві УПА Василеві Нижнику «Нестору» (1921—4.02.1949, с. Кулинка), місце поховання невідоме

Після нападу німців 1 вересня 1939 р. польська армія демонструвала небоєздатність і поспішно втікала, а для жителів села запам'яталася мародерством.
Прихід радянської влади ознаменувався розграбуванням червоноармійцями серед ночі вмісту крамниці, закриттям «Просвіти» і регулярним присиланням агітаторів, з якими частина станьківчан мали необережність дискутувати аж до лютого 1940 р., коли вивезли до Сибіру родину Романишина.
До 1940 р. в селі був фільварок, останнім власником був Казимир Дзедушицький. З 1940 року село включене до складу Войнилівського району (з 1962 — до Калуського).
Селяни боролися в рядах УПА з окупантами: спочатку — німецькими, а далі — радянськими.
Комуністи обклали селянина непосильними нормами здачі зерна (залежно від кількості ріллі), яєць (300 з господарства), молока (650 л), м'яса (60 кг), підписання і здачі «позики» (для виплати грошей на «позику» треба було відірвати від себе і дітей найнеобхідніше, відвезти на базар і продати).
За даними облуправління МГБ у 1949 р. у Войнилівському районі підпілля ОУН найактивнішим було в селах Верхнє, Збора, Завадка, Станькова і Сівка-Войнилівська.

## Соціальна сфера
- Наявні дві церкви: православна Архистратига Михаїла (збудована в 1994 р.) та греко-католицька — церква Різдва Христового (храмове свято 7 січня), збудована 1867 року, пам'ятка архітектури місцевого значення № 789[11];
- ФАП;
- Народний дім;[12]
- Школа І-ІІ ст.[13][14] на 170 учнівських місць[15];
- 419 дворів, 1380 мешканців.

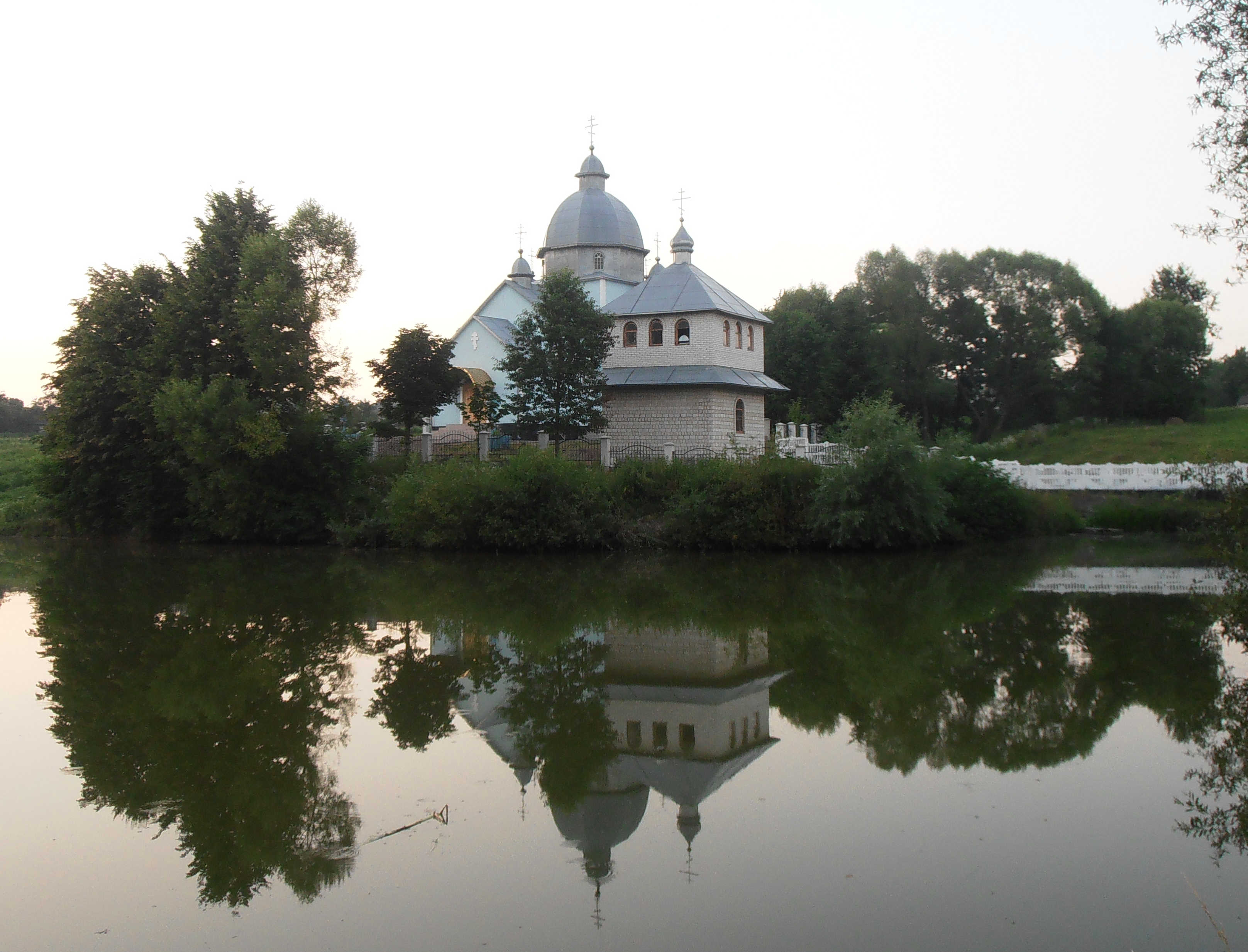
Православна церква
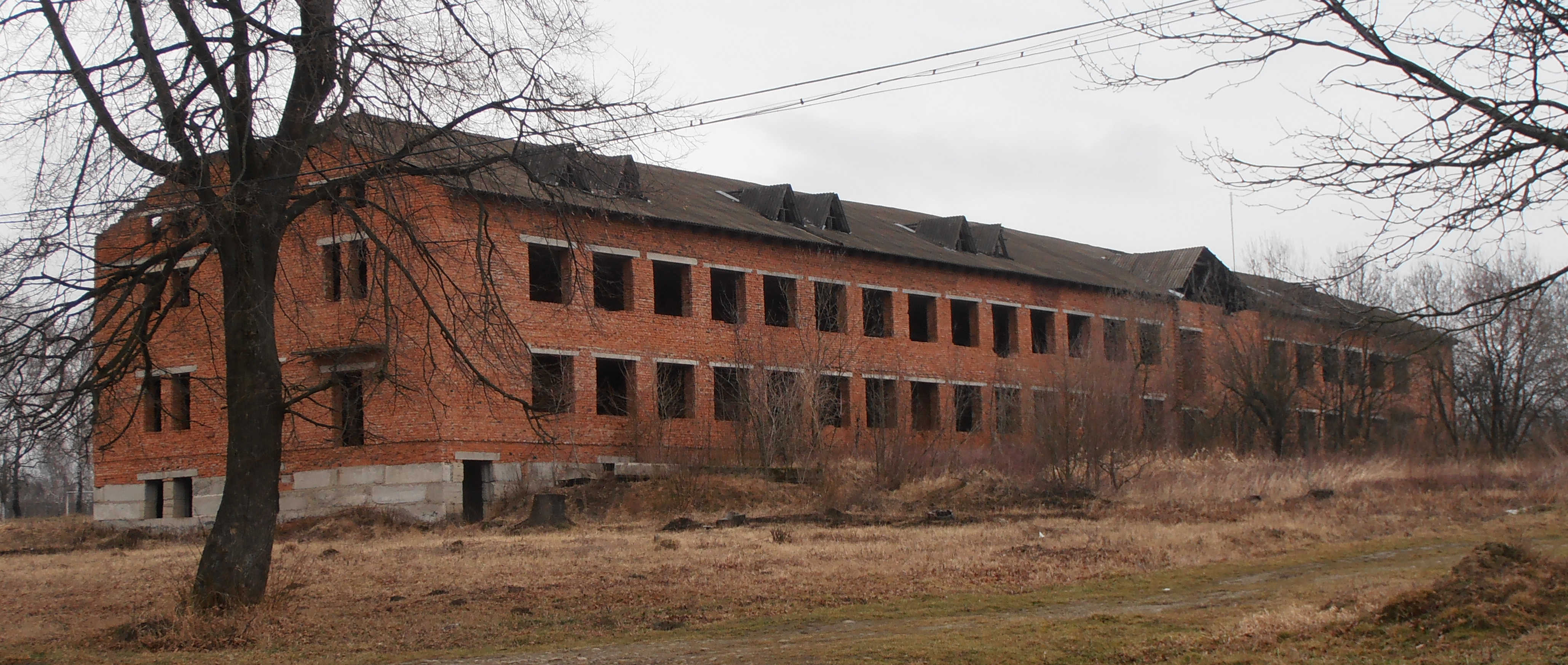
Довгобуд школи
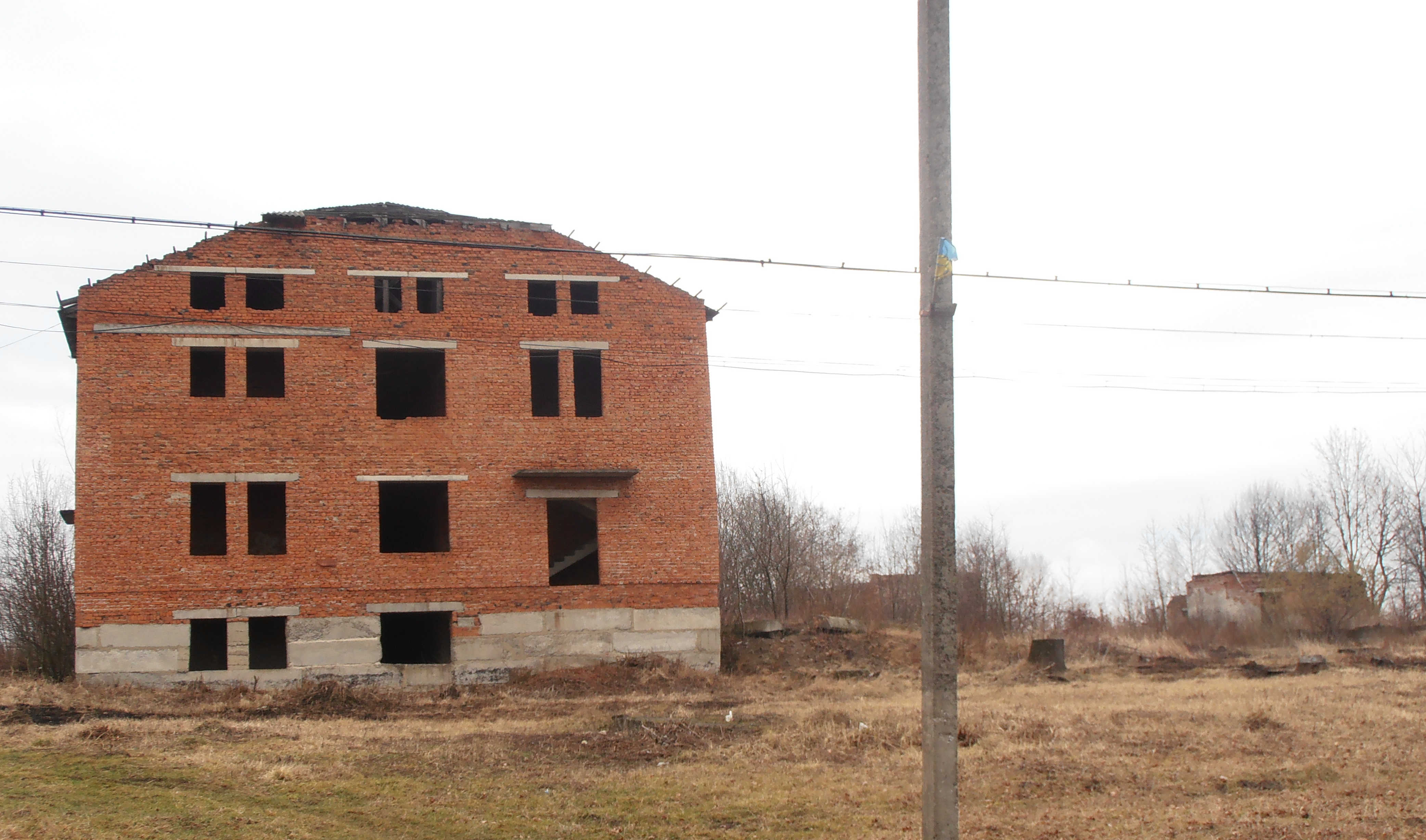
Руїни
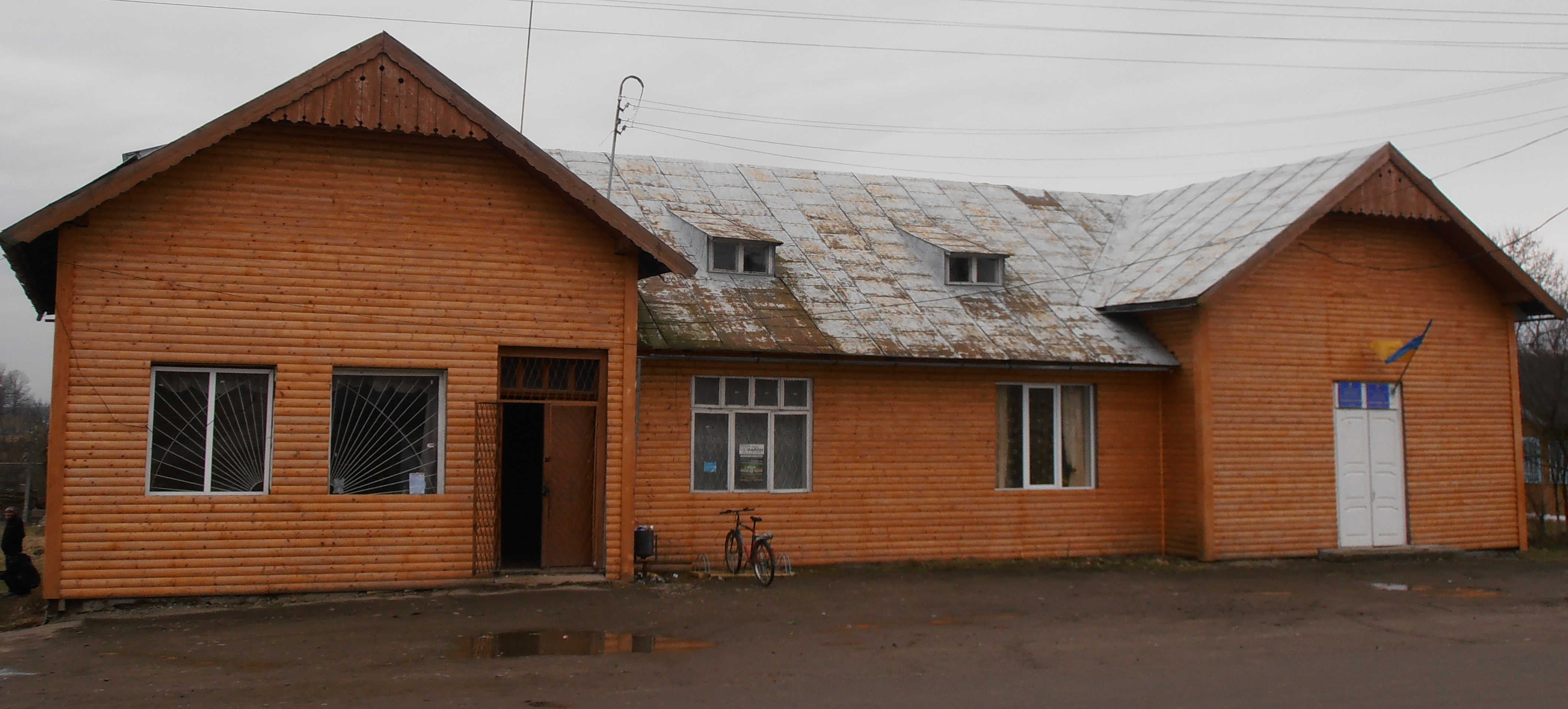
Магазин-Клуб-Бібліотека
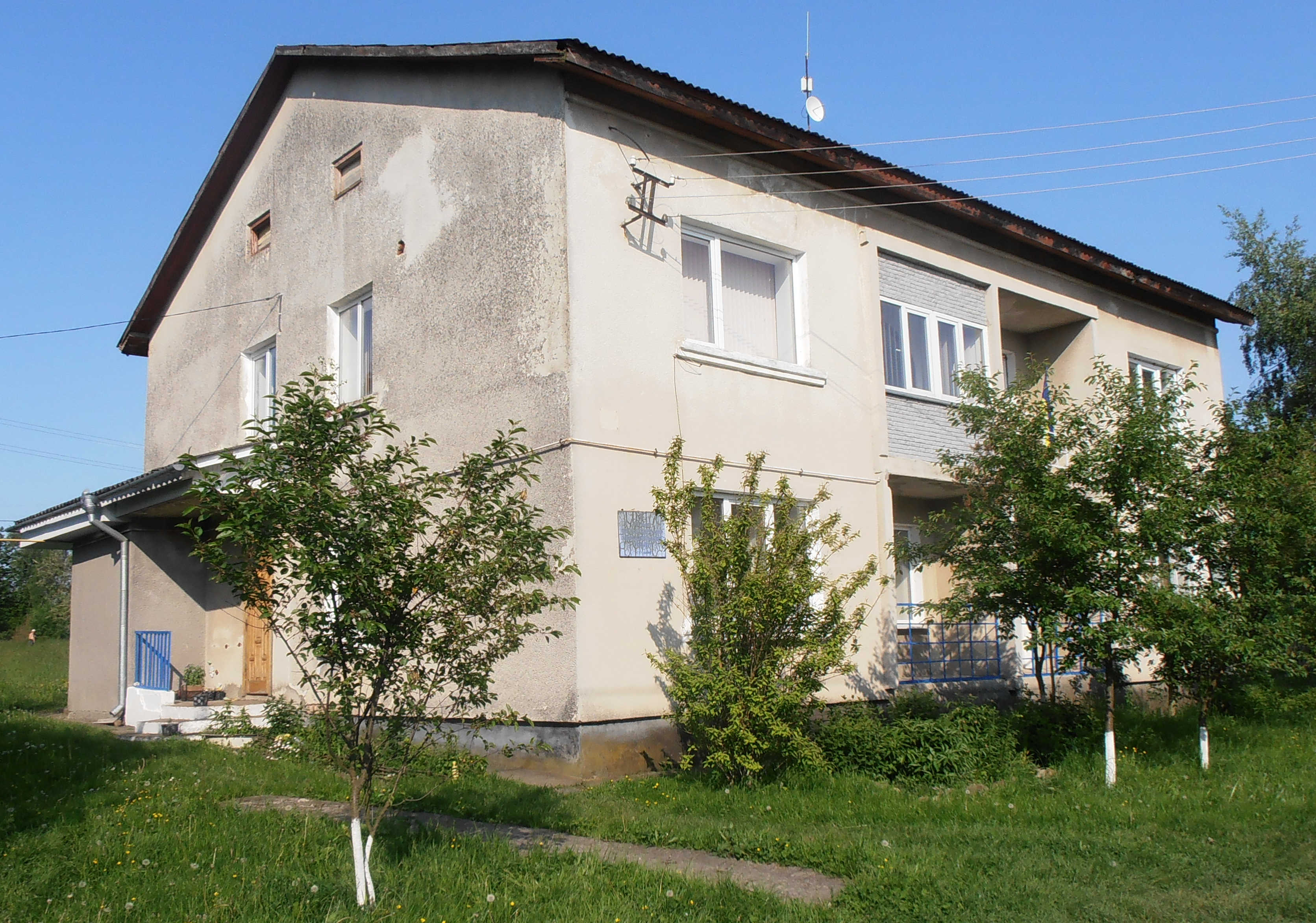
ФАП-Сільрада-Пошта
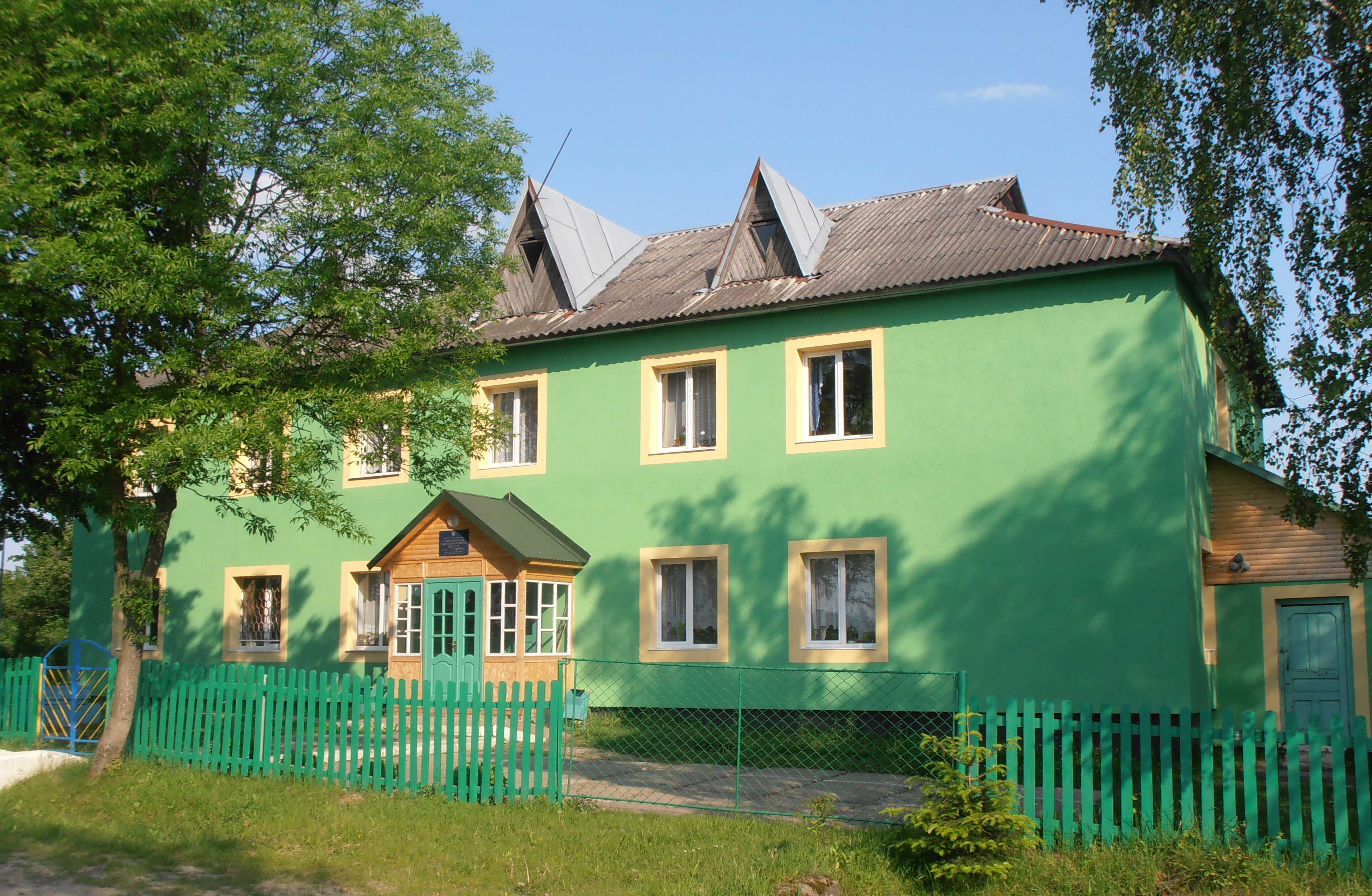
Школа
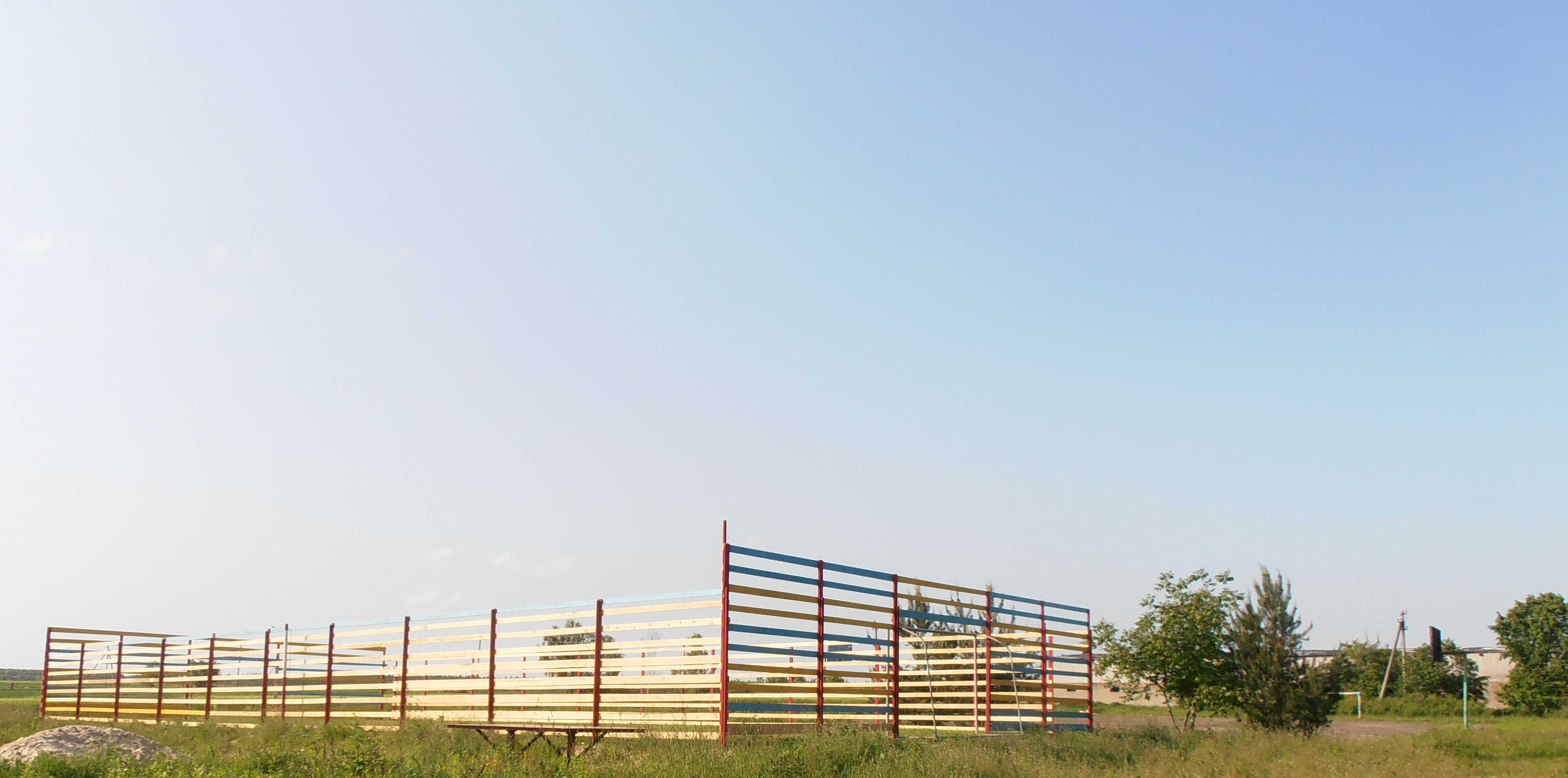
Пришкільний спорткомплекс
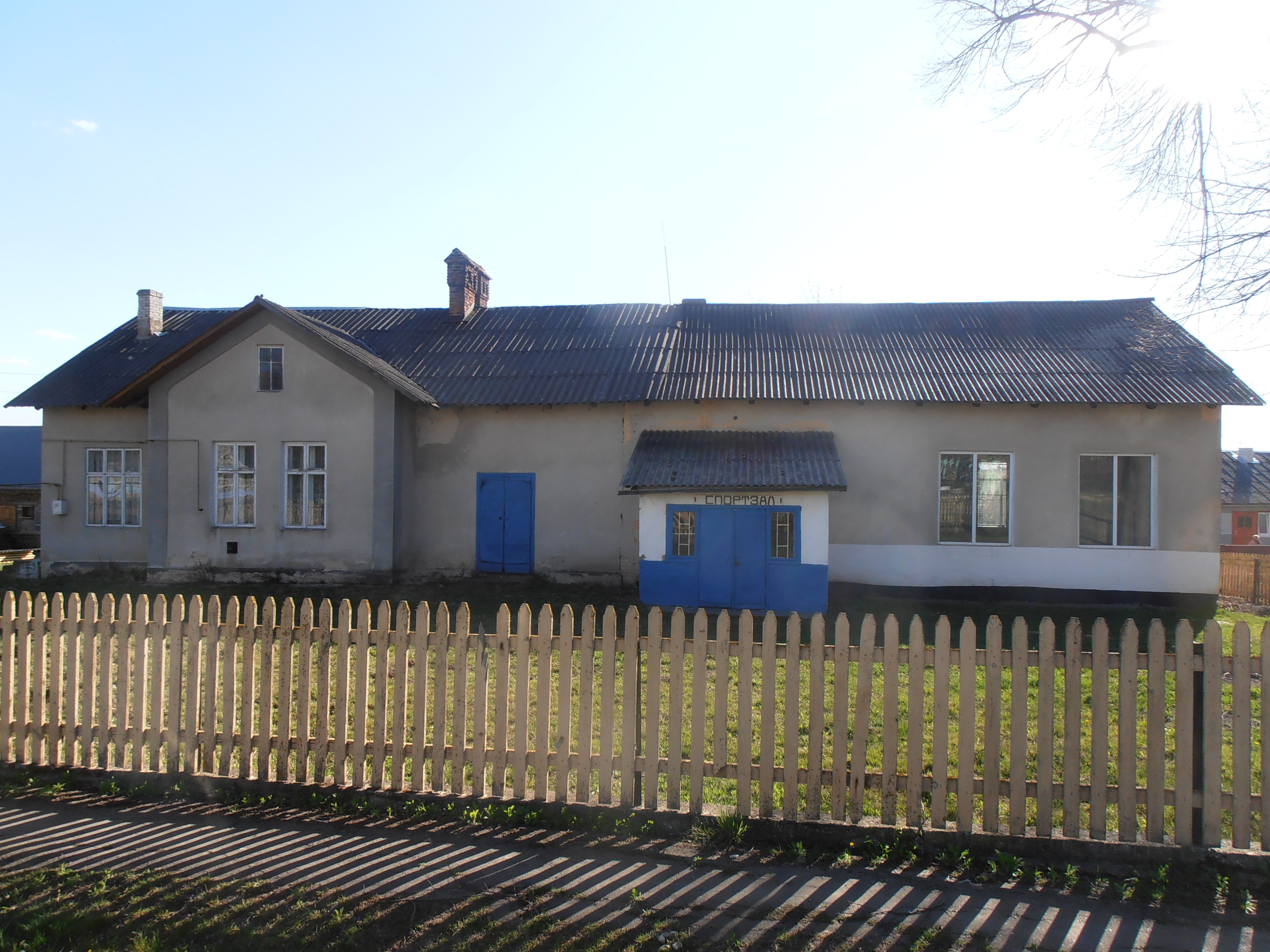
Спортзал
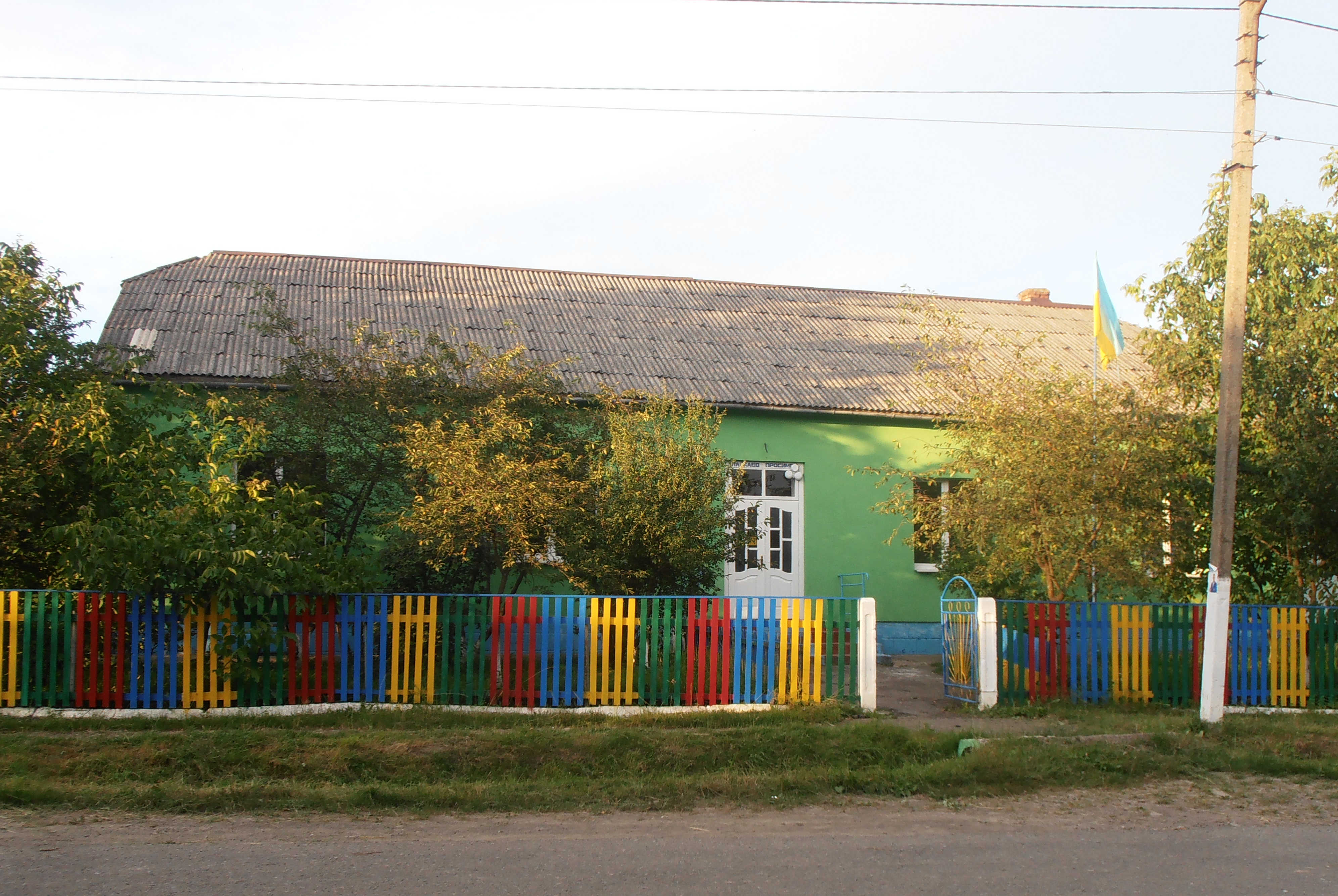
Ясла-садок
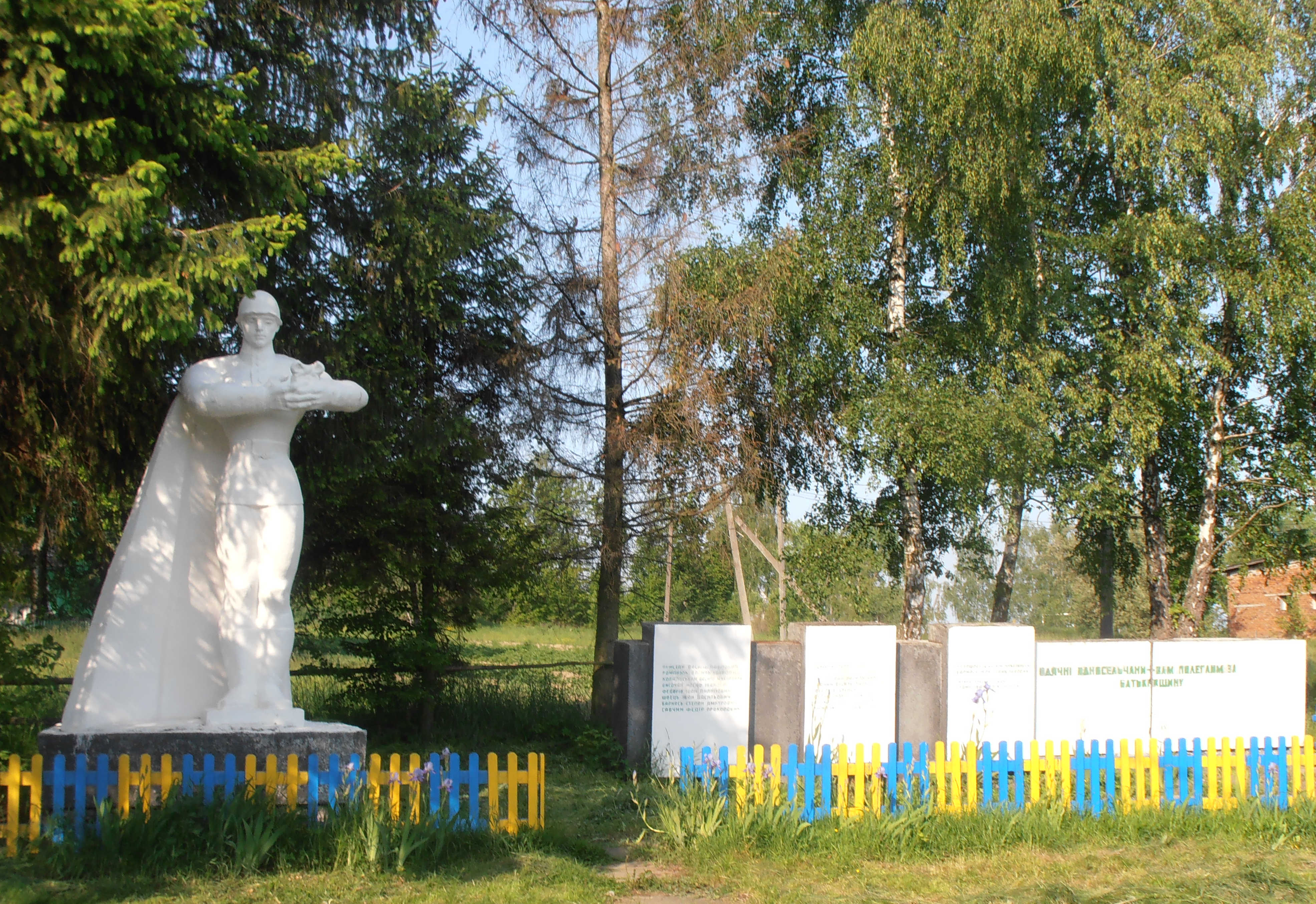
Монумент радянським військовикам і стрибкам
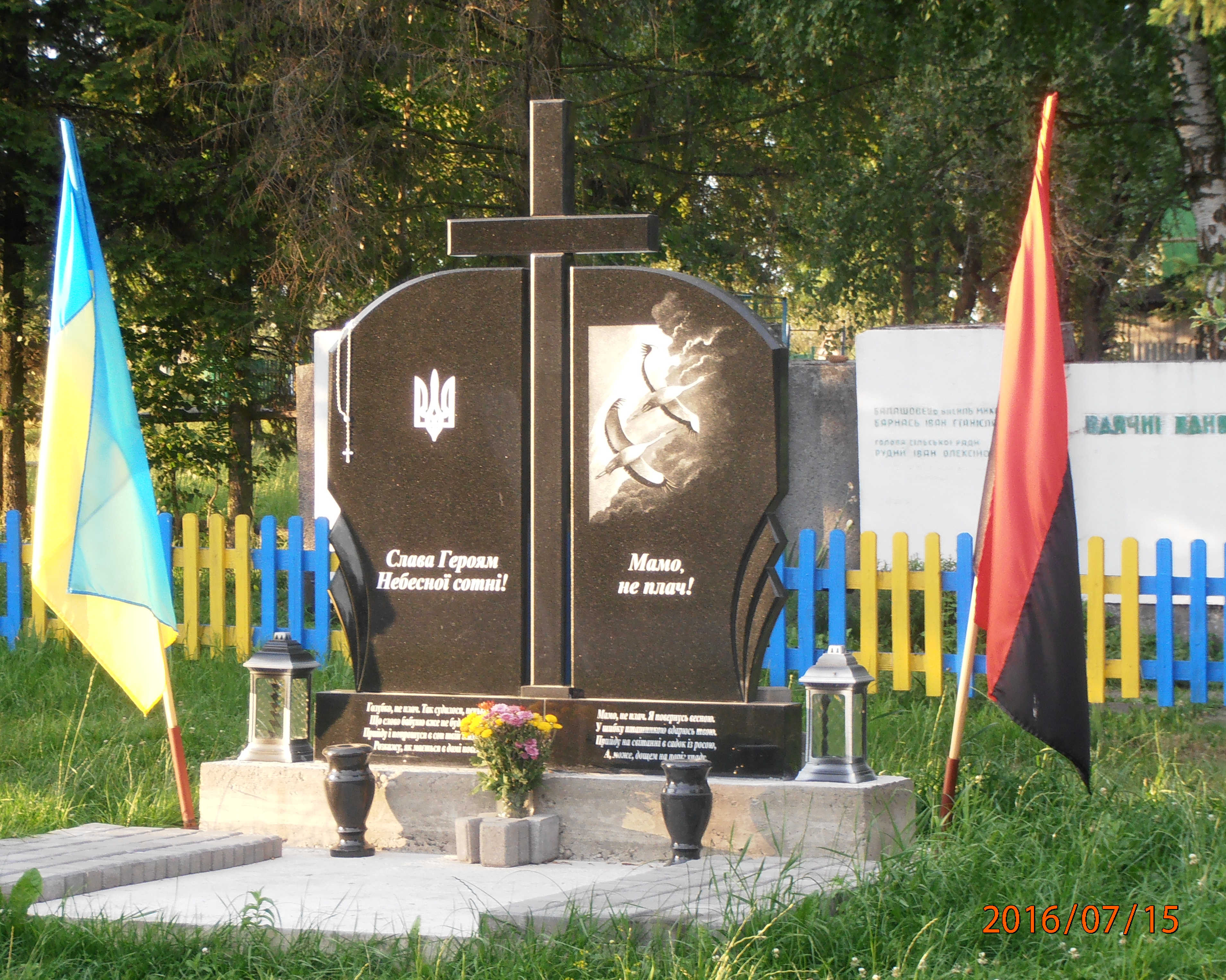
Нове взамін старого

## Вулиці
У селі є вулиці:
- Вовчків
- Галицька
- Зелена
- Лесі Українки
- Третя
- Українська
- Нова

## Відомі люди
- Тюшка Микола — «Морозенко» (1923-23.02.1946) — командир сотні УПА «Вітрогони»[17].
- Кравців Михайло — український політичний діяч, сотник УГА, інженер-землемір.
- Йосип Попадюк (1934—1991) — поет і педагог, керівник літературної студії «Карпатські акорди».
- Володимир Дудикевич — парох села у 1920—1938 рр.
- Бучак Федір Іванович (08.09.1973) — архітектор.

## Повстанці

### Повстанці, які загинули під час національно-визвольної боротьби 1942—1952рр.

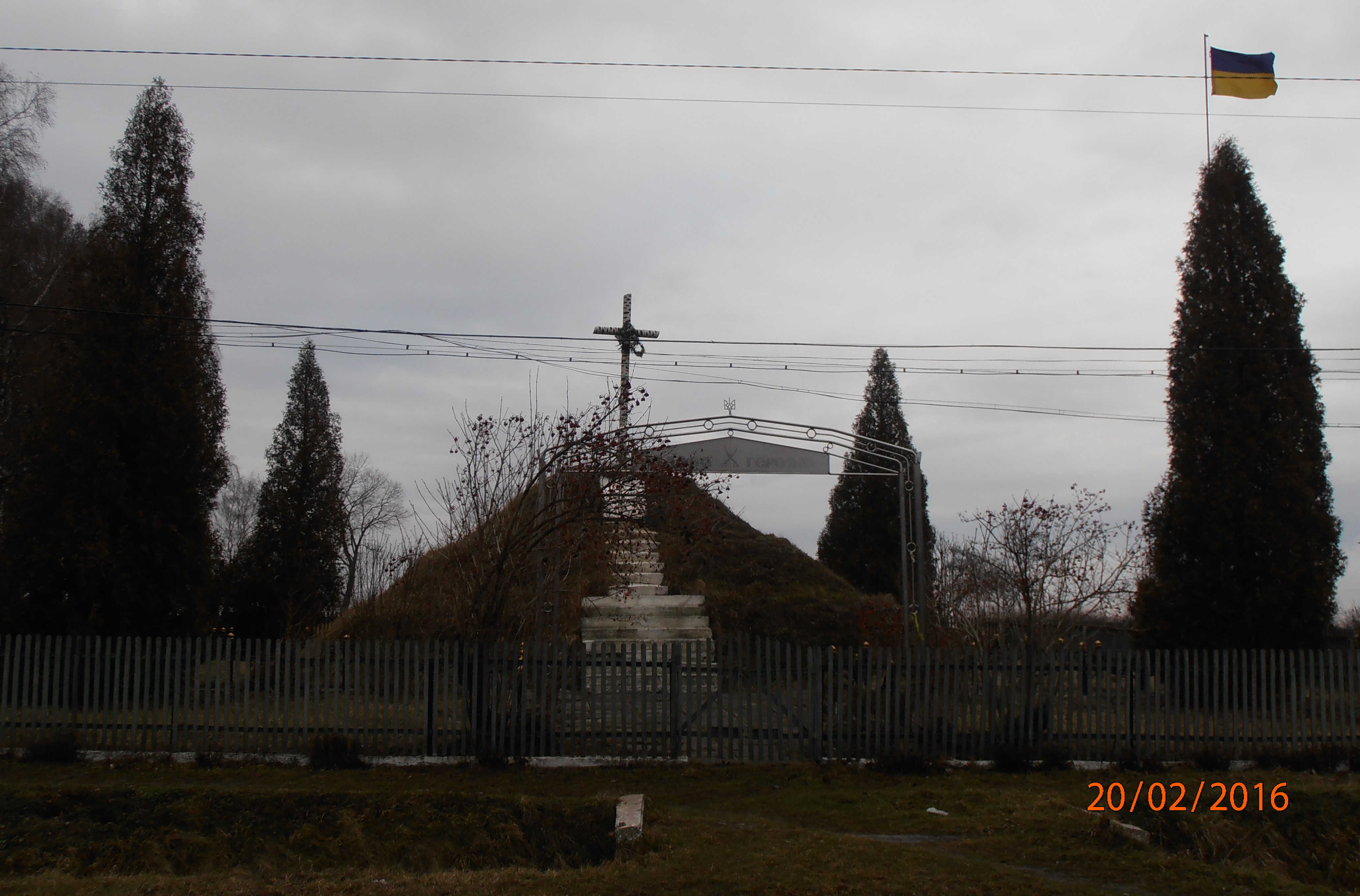
Символічна могила героям

- Базиляк Іван 1926 р. н. (стрілець «Тютюника»)
- Бойко Василь Олексійович 1924 р. н.
- Бойко Василь Пилипович 1921 р. н.
- Бойко Михайло Миколайович 1915 р. н.
- Бойко Степан Васильович 1912 р. н.
- Бучак Михайло Васильович1920 р. н.
- Вовк Володимир 1925 р. н.
- Вовк Дмитро Михайлович 1927 р. н.
- Вовк Василь Степанович 1926 р. н.
- Вовк Михайло Миколайович 1920 р. н. (Чорний ліс)
- Вовк Петро Дмитрович 1907 р. Н. (1945 р. вбитий в час облави)
- Гаврилів Матвій невід. р. н.
- Гетьман Василь Йосипович 1923 р., (1949 р., загинув у с.Станькова)
- Гретчин Василь Михайлович 1908 р. н. (облава 1945 р. в с. Станькова)
- Гретчин Йосиф Михайлович невід, р. н.
- Дрозд Микола Пилипович 1907 р. н. (станичний, 1948 р.)
- Зомчак Федір Миколайович 1910 р. н. (1945 р. облава)
- Івасиків Степан Іванович 1929 р. н. (сотня «Ромка», 1946 р.)
- Івасиків Федір Іванович 1919 р. н. (згорів у хаті)
- Івасиків Іван Юрович 1917 р. н. (СБ 1947 р., с. Чотів)
- Іващишин Василь Антонович 1928 р. Н. (застрелився с. Войнилів, Долина)
- Іващишин Василь Пилипович 1908 р. н. (1948 р., с. Станькова)
- Іващишин Василь Петрович 1928 р. н. (СБ 1946 р., с. Станькова)
- Іващишин Гнат 1907 р. н. (1945 р. облава)
- Іващишин Іван Антонович 1928 р. н. (1945 р. в тюрмі)
- Іващишин Станісалав Іванович 1928 р. н. (СБ 1952 р.)
- Копазинський Іван Васильович 1928 р. Н. (1948 р., с. Станькова)
- Копачинський Станіслав Васильович 1916 р. н. (станич., розстр. 1946 р. с. Войнилів)
- Кузів Дмитро Матвійович 1921 р. н. (в хаті 1944 р.)
- Кузів Федір 1909 р. Н. (облава 1945 р., с. Станькова)
- Кузів Іван Дмитрович 1922 р. н. (сотня «Ромка», 1945 р.)
- Кузів Михайло Павлович 1930 р. н. (1945 р. гнав худобу)
- Кузів Петро Антонович 1928 р. н. (1945 р. в хаті)
- Кульчицький Яків 1910 р. н. (облава 1945 р., с. Станькова)
- Мазур Йосип Михайлович 1924 р. н. (сот. Бея, 1945 р., с. Болохів)
- Маліборський Василь 1921 р. Н (сот. «Ромка»)
- Маліборський Михайло 1913 р. н. (сот. «Ромка» 1945 р., 4 ліс)
- Мендела Степан Михайлович 1924 р. н. (1945 коло хати, вивезений у Сибір)
- Нижник Іван Дмитрович 1919 р. н. (сот. «Бея» 1945 р., с. Станькова)
- Нижник Василь Петрович 1923 р. н. (с. Кулинка)
- Паленський Василь Васильович 1927 р. н. (обл. 1946 р., с. Войнилів)
- Пасічник Петро 1924 р. н. (реф. рай. пров. ОУН, 1946 р. Перекоси)
- Петрицький Влодимир Васильович (сот. «Бея», с. Станькова 1945 р.)
- Петрицька Свдокія Василівна (зв'язкова «Бея» 1945, с. Станькова)
- Попадюк Іван Васильович 1922 р. н. (сот. «Ромка», с. Завадка 1944 р.)
- Пристай Павло Якович 1922 р. Н. (1946 р., с. Болохів)
- Росевич Іван Михайлович 1924 р. н. (1946 р., с. Болохів)
- Романишин Павло Олексійович 1926 р. Н. (під час вивезення в Сибір вбитий у Войнилові)
- Романишин Петро Васильович 1927 р. Н. (згорів у хаті 1951 р. у с. Довга)
- Слюзар Петро Іванович 1918 р. Н. (референт районого проводу. 1946 р., загинув у лісі)
- Слюзар Василь Петрович 1908 р. Н. (референт 1945 р. с. Перекоси)
- Собкович Василь Дмитрович 1923 р. Н. (стріл. «Гонти», 1945 р. с. Мартинів)
- Федоришин Василь 1915 р. Н. (1947 р.загинув при облаві у с. Станькова)
- Федоришин Петро Антонович 1920 р. н. (сот. «Ромка», с. Станькова)
- Федоришин Іван Дмитрович 1911 р. н.
- Філіпович Степан 1926 р. н. (сот. «Гонти» 1945 р., с. Мартинів)
- Філіпович Ярослав Іванович 1928 р. Н. (сот. «Гонти» 1945 р. с. Станькова)
- Чісльовський Яків 1910 р. н. (стріл. «Бея» 1945 р. с. Болохів)
- Яніцький Степан Павлович 1921 р. н. (СБ 1948 р. с. Станькова)

### Учасники Національно-визвольної боротьби 1942—1952рр., які були засуджені Військовим трибуналом Станіславської області
- Баркась Іванна Войтківна 1923 р. н. (зв'язкова, 10 р.)
- Бігун Петро Іванович 1921 р. н. (10 р. ВТР)
- Боднар Степан Ілліч 1923 р. н. (10 р. ВТР)
- Бойко Свдокія Василівна 1914 р. н. (станична, 10 р. ВТР)
- Бохінський Дмитро Васильович 1903 р. н. (25 р., ВТР)
- Бучак Анастасія Василівна 1924 р. н. (кур'єр, 10 р. ВТР)
- Валігун Іван Васильович 1924 р. н. (10 р., ВТР)
- Войчишин Михайло Іванович 1928 р. н. (1946 р., 10 р. ВТР)
- Гудзоватий Іван Дмитрович 1929 р. н. (1948 р. на 25 р.)
- Дрозд Михайло Федорович 1917 р. н. (1945 на 10 р.)
- Зомчак Володимир Михайлович 1924 р. н. (на 10 р.)
- Зомчак Микола Олексійович 1924 р. н. (1947 р. на 10 р.)
- Зомчак Федір Олексійович 1910 р. н. (помер у Станіславській тюрмі)
- Іващишів Володимир Андрійович 1930 р. н. (10 р. ВТР)
- Іващишин Петро Пилипович 1914 р. н. (10 років)
- Кузів Василь Миколайович 1907 р. н. (25 р.)
- Мазур Василь Іванович 1922 р. н. (10 р.)
- Мазур Іван Михайлович 1915 р. н. (10 р.)
- Мазур Петро Михайлович 1915 р. н. (10 р.)
- Маліборська Анастасія Павлівна 1917 р. н. (10 р.)
- Маліборський Дмитро Якович 1919 р. н. (помер у таборі)
- Мендела Микола Михайлович 1923 р. н. (1915 р.)
- Микулин Юрій Онуфрійович 1911 р. н. (10 р.)
- Нечай Степан Васильович 1923 р. н. (25 р.)
- Попадюк Іванна Іванівна 1924 р. н. (10 р.)
- Романюк Олекса Прокопович 1901 р. н. (10 р.)
- Сімків Іван Терентійович 1926 р. н. (10 р.)
- Сімків Романна Терентіївна 1923 р. н. (25 р.)
- Зеленюк Олексій Миколайович 1923 р. н. (чоловік Романни 10 років таборів.)
- Слуцький Василь Федорович 1909 р. н. (10 р.)
- Суслик Василь Якович 1913 р. н. (25 р.)
- Тринзелюк Василь Петрович 1929 р. н. (сотня «Гонти» 1946 р. суд Юр.)
- Федоришин Микола Антонович 1921 р. н. (10 р.)
- Федорів Микола Юрович 1920 р. н. (25 р.)
- Фешак Іван Ілліч 1905 р. н. (25 р.)
- Фешак Ярослава Іванівна 1932 р. н. (25 р.)
- Філіпович Василь Федорович 1894 р. н. (25 р. помер у Мордовії)
- Філіпович Микола Васильович 1912 р. н. (25 р. допомога партизанам, гол. кол.)
- Цюпа Володимир Іванович 1929 р. н. (10 р.)
- Швець Іван Олексійович 1917 р. н. (1945 р. м. Стрий, доля не відома)
- Швець Павло Михайлович 1896 р. н. (10 р.)
- Швець Степан Іванович 1928 р. н. (1950 р., 25 р.)
- Яніцький Іван Ількович 1928 р. н. (1950 р. 25 р., загинув 1952 року в Озерлагу, Тайшет).

### Родини, які були вивезені на спецпоселення з с. Станькова
- Базиляк Марія 2 ос., 1947 р., Караганда
- Боднар Юстина З ос., 1949 р., 1950 р., Хабаровськ
- Бохінський Володимир 3 ос., 1951 р., Хабаровськ
- Бучак Василь Федорович 5 ос., 1947 р., Караганда
- Валігун-Лавринчук Параска Василівна З ос., 1951 р., Хабаровськ
- Валігун Галина Йосипівна 1 ос., 1951 р., Хабаровськ
- Вовк Євдокія Дмитрівна 2 ос., 1949 р., Хабаровськ
- Войчишин Володимир Іванівна З ос., 1949 р., Хабаровськ
- Височан Василь Іванович 2 ос., 1949 р., Хабаровськ
- Гишпель Володимир Васильович 5 ос., 1950 р., Хабаровськ
- Дрозд Євдокія 3 ос., 1950 р., Хабаровськ
- Іващишин Петро Антонович 5 ос., 1950 р., Хабаровськ
- Мазур Анна 1 ос., 1950 р., Хабаровськ
- Мазур Анастасія(Настя) Миколаївна 2 ос., 1950 р., Хабаровськ
- Нижник Дмитро Пилипович 4 ос., 1950 р., Хабаровськ
- Мендела Михайло 2 ос., 1945 р., Архангельськ
- Пристай Анастасія Яківна 1 ос., 1950 р., Хабаровськ
- Романишин Марія 4 ос., 1950 р., Хабаровськ
- Слюзар Іван Петрович 4 ос., 1949 р., Хабаровськ
- Слюзар Марина 1 ос., 1949 р., Архангельськ
- Тринзелюк Іван 2 немовлят померло в дорозі
- Федоришин 1 ос., 1947 р., Караганда
- Федоляк Степан Іван

Антонович З ос., 1950 р., Хабаровськ
- Швець Степан  Васильович 1 ос., 1950 р., Хабаровськ
- Ярема Анастасія(Настя) 3 ос., 1947 р. Караганда

## ЗАГИНУЛИ У НІМЕЦЬКО-РАДЯНСЬКІЙ ВІЙНІ (1941—1945рр.)
- Балошовець Василь Михайлович
- Валігун Михайло Федорович
- Височан Йосип Гаврилович
- Винник Гаврило (син Варвари)
- Вовк Василь Іванович
- Гаврилів Михайло Іванович
- Гнатків Іван Васильович
- Дрозд Дмитро Павлович
- Дрозд Андрій Олексійович
- Зомчак Петро Іванович
- Ковальський Василь Михайлович
- Каспрович Йосип Васильович
- Мартинович Михайло Васильович
- Маліборський Микола Михайлович
- Нижник Петро Федорович
- Пилипович Роман Олексійович
- Пристай Василь Павлович
- Романишин Василь Іванович
- Савчин Василь Андрійович
- Савчин Федір Прокопович
- Сітарський Петро Іванович
- Слуцький Василь Магдалинович
- Трензелюк Іван Васильович
- Федоришин Дмитро Іванович
- Федорів Іван Пилипович
- Федорів Степан Пилипович
- Швець Іван Васильович
- Щербій Олександр Андрійович
- Ярема Павло Федорович
- Ящишин Михайло Михайлович